# Lancaster (South Carolina)
Lancaster ist eine Stadt (city) im US-Bundesstaat South Carolina. Sie ist der Verwaltungssitz (County Seat) des Lancaster County. Das U.S. Census Bureau hat bei der Volkszählung 2020 eine Einwohnerzahl von 8.460 ermittelt. Die Stadt wurde nach dem Haus Lancaster benannt und liegt in der Metropolregion Charlotte.

## Demografie
Nach einer Schätzung von 2019 leben in Lancaster 9119 Menschen. Die Bevölkerung teilte sich im selben Jahr auf in 45,7 % Weiße, 50,6 % Afroamerikaner, 0,2 % Asiaten und 2,1 % mit zwei oder mehr Ethnizitäten. Hispanics oder Latinos aller Ethnien machten 7,0 % der Bevölkerung aus. Das mittlere Haushaltseinkommen lag bei 30.122 US-Dollar und die Armutsquote bei 35,3 %.

## Persönlichkeiten
- Hester Ford (1905–2021), Supercentenarian und Altersrekordlerin
- C. Thomas Caskey (1938–2022), Humangenetiker